# Công quốc Bohemia
Công quốc Bohemia (tiếng Latin: Ducatus Bohemiæ; tiếng Đức: Herzogtum Böhmen), sau này còn được gọi là Công quốc Czech (tiếng Séc: České knížectví), là một chế độ quân chủ và là một công quốc của Đế chế La Mã Thần thánh ở Trung Âu vào thời sơ kỳ và trung kỳ Trung Cổ. Nó được hình thành vào khoảng năm 870 bởi người Séc như là một phần của Vương quốc Đại Moravia, trở thành một lãnh địa độc lập khi thủ lĩnh người Czech là Spytihněv tuyên bố thần phục vua Đông Frank Arnulf và được công nhận là lãnh địa công tước vào năm 895.
Công quốc Bohemia được nâng lên thành Vương quốc Bohemia khi Công tước Ottokar I được vua Đức Philipp xứ Schwaben công nhận vào năm 1198.

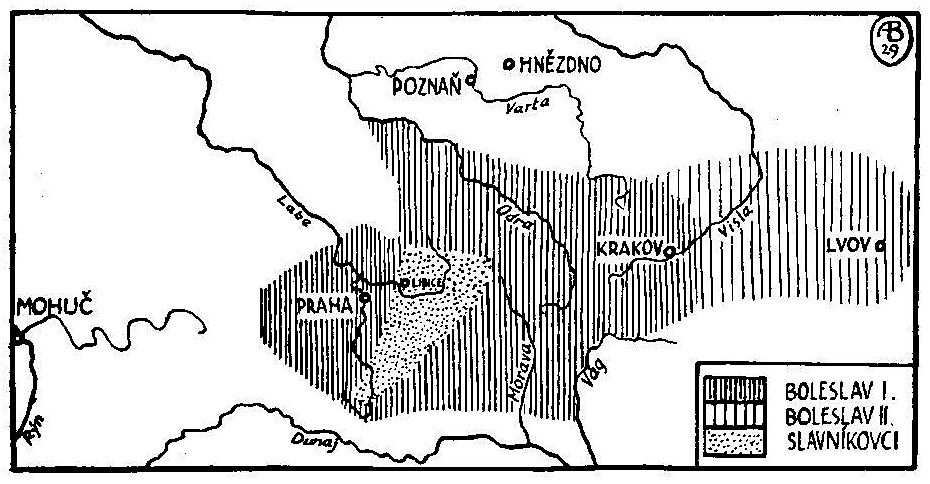
Công quốc Bohemia dưới thời Boleslaus I. và Boleslaus II.

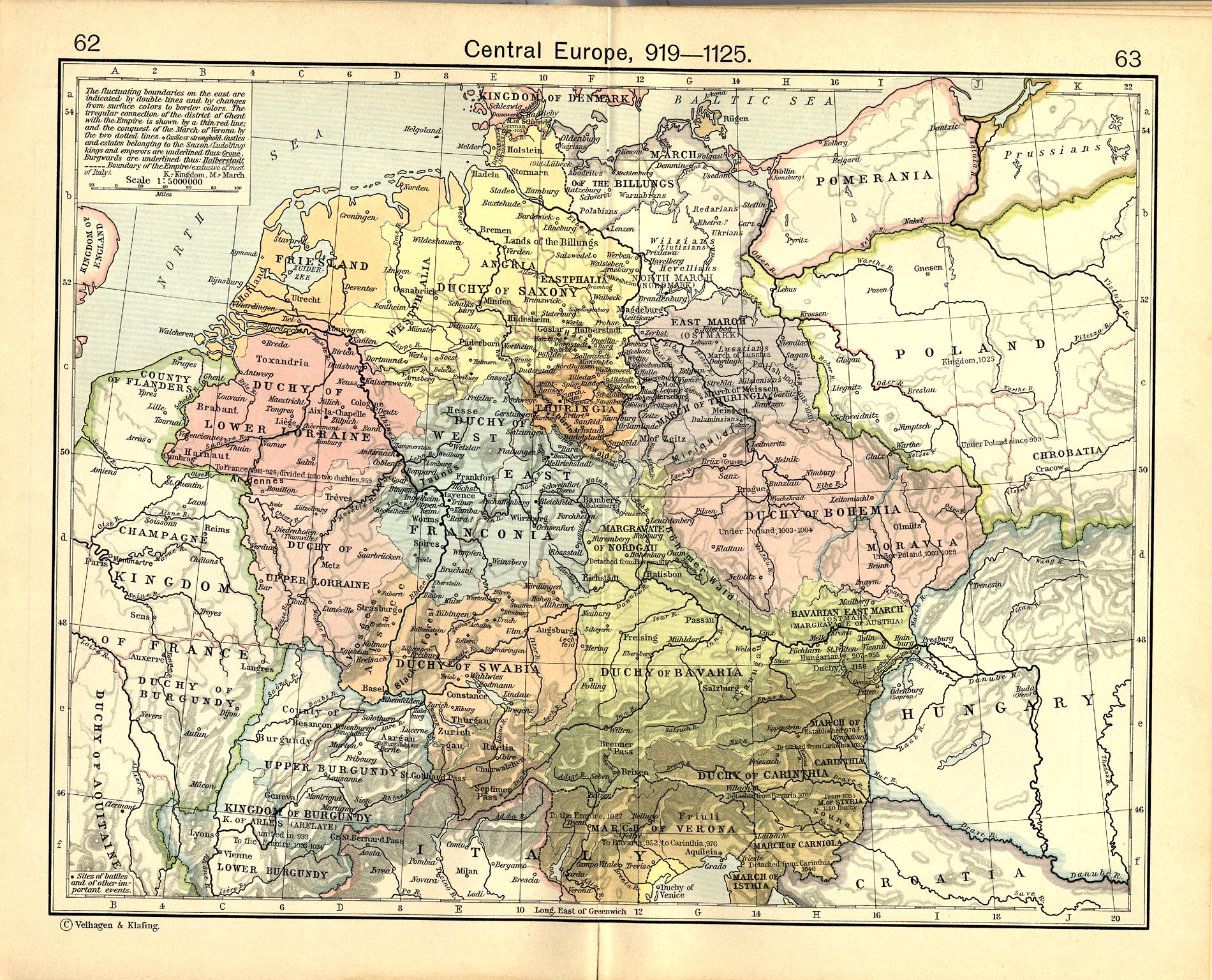
Công quốc Bohemia ở Trung Âu năm 919-1125